# الدوري الهولندي الدرجة الأولى 2004–05
الدوري الهولندي الدرجة الأولى 2004–2005 هو الموسم التاسع والأربعون من الدوري الهولندي الدرجة الأولى منذ إنشائه في عام 1956. فاز بهذا الموسم نادي هيراكليز ألميلو.

## الفرق
يشارك 20 نادي في الدوري: النادي الذي يحتل المرتبة الأولى في هذا الدوري يتأهل مباشرة إلى الدوري الهولندي الممتاز، تأهل في هذه الدوري نادي هيراكليز ألميلو.